# Timothy Busfield
Timothy Busfield, né le 12 juin 1957 à Lansing, dans le Michigan, aux États-Unis, est un acteur et réalisateur américain.

## Biographie

### Vie privée
Il a épousé l'actrice Melissa Gilbert le 24 avril 2013 ; ils étaient fiancés depuis décembre 2012.

## Filmographie

### Comme acteur
- 1970 : La Force du destin ("All My Children") (série télévisée)
- 1981 : Les Bleus (Stripes) d'Ivan Reitman : Soldier with mortar
- 1983 : Reggie (série télévisée) : Mark Potter
- 1984 : Les Tronches (Revenge of the Nerds) de Jeff Kanew : Arnold Poindexter, Tri-Lam
- 1979 : Trapper John, M.D. (série télévisée) : Dr John 'J.T.' McIntyre (1984-1986)
- 1987 : Les Tronches 2 (Revenge of the Nerds II: Nerds in Paradise) de Joe Roth : Arnold Poindexter
- 1989 : Jusqu'au bout du rêve (Field of Dreams) de Phil Alden Robinson : Mark
- 1991 : Cat's : les tueurs d'hommes (Strays) (TV) : Paul Jarrett
- 1992 : Au cœur du mensonge (Calendar Girl, Cop, Killer? The Bambi Bembenek Story) (TV) : Fred Schultz
- 1992 : Les Experts (Sneakers) de Phil Alden Robinson : Dick Gordon
- 1993 : The Skateboard Kid de Larry Swerdlove : Frank
- 1993 : Fade to Black (TV) : Professor Del Calvin
- 1993 : Piège en eaux troubles (Striking Distance) de Rowdy Herrington : Tony Sacco
- 1993 : Wall of Silence (TV) : Ephraim Lipshitz
- 1994 : Murder Between Friends (TV) : John Thorn
- 1994 : The Byrds of Paradise (en) (série télévisée) : Sam Byrd
- 1994 : Little Big League d'Andrew Scheinman : Lou Collins
- 1994 : Quiz Show de Robert Redford : Fred
- 1995 : In the Shadow of Evil (TV) : Det. Walt Keller
- 1995 : Kidnappé (In the Line of Duty: Kidnapped) (TV) : Pete Honeycutt
- 1995 : Au-delà du réel : L'aventure continue (série télévisée) : Dr Jon Holland (saison 1, épisode 11)
- 1996 : The Unspeakable (TV) : Matthew Grissom
- 1996 : Président junior (First Kid) de David M. Evans : Woods
- 1997 : Trucks, les Camions de l'enfer (TV) : Ray
- 1997 : Les Soupçons du cœur (When Secrets Kill) (TV) : Det. Walter Ferrence
- 1997 : Buffalo Soldiers (en) (TV) : Maj. Robert Carr
- 1998 : Carson's Vertical Suburbia (TV) : Henry
- 1998 : Erasable You de Harry Bromley Davenport : Brian
- 1998 : The Souler Opposite : Robert Levin
- 1998 : La Maison sanglante (Dream House) (TV) : Richard Connor Thornton
- 1999-2006 : À la Maison-Blanche (The West Wing) (TV) : Danny Concannon
- 1999 : Wanted d'Harald Sicheritz : Fr. Donnelly
- 1999 : Time at the Top de Jimmy Kaufman : Frank Shawson
- 1999 : Fenêtre sur meurtre (The Darklings) (TV) : Clayton Shepherd
- 2000 : Heartbeat : Voice of Heart
- 2002 : Dead in a Heartbeat (en) (TV) : Franklin
- 2002 : Terminal Error (en) de John Murlowski : Elliott Nesher
- 2003 : National Security de Dennis Dugan : Charlie Reed
- 2003 : Stuck in the Middle with You (TV)
- 2010 : New York, police judiciaire (saison 20, épisode 15) : Ray Backlund
- 2011 : New York, unité spéciale (saison 13, épisode 7) : Daniel Carter
- 2013 : Scandale au pensionnat (Restless Virgins) (TV) : Sénateur Whitman
- 2013 : Revolution - ép.#1.16 (TV) : Dr Ethan Camp
- 2020 : For Life : Henry Roswell, ancien sénateur de l'État de New York

### Comme réalisateur
- 1998 : Rude Awakening (série télévisée)
- 2000 : Lydia DeLucca (That's Life) (série télévisée)
- 2001 : Lizzie McGuire (série télévisée)
- 2003 : Le Monde de Joan (Joan of Arcadia) (série télévisée)
- 2003 : Miss Match (série télévisée)
- 2004 : Good Girls Don't... (en) (pilote série télévisée)
- 2009 : Croqueuse d'hommes (Maneater) (TV)
- 2012 : The client list (série télévisée)
- 2019 : New York, unité spéciale (saison 20, épisode 16)
- 2019 : New York, unité spéciale (saison 21, épisode 3)